# Choerodon cyanodus
 Choerodon cyanodus és una espècie de peix de la família dels làbrids i de l'ordre dels perciformes.

## Morfologia
Els mascles poden assolir els 70 cm de longitud total.

## Distribució geogràfica
Es troba des de Sri Lanka fins a Papua Nova Guinea, les Illes Ryukyu, Nova Caledònia i Austràlia (des d'Austràlia Occidental fins a Queensland).